# Esdra Pontremoli
Esdra Pontremoli (ebraico:פונטרמולי עזרא; Chieri, 10 gennaio 1818 – Vercelli, 1º febbraio 1888) è stato un ebraista, poeta, pedagogo, rabbino, esageta biblico, traduttore, poliglotta, scrittore, professore, intellettuale, filosofo, filologo, imprenditore ed editore italiano, fondatore e direttore de L'Educatore Israelita, primo giornale ebraico in Italia. Di formazione liberale e giacobina  è stato il principale esponente del "franco-judaïsme" in Italia.
Fu uno tra i fondatori e primi professori insieme a Luigi Guala, Vincenzo Cesati, Celestino Peroglio, Carlo Ignazio Giulio, Lorenzo Del Pozzo, Pietro Narducci e Carlo Crippa dell'Istituto Tecnico Camillo Cavour di Vercelli, la prima scuola tecnica d'Italia. Insieme a Giuseppe Levi fu uno dei principali promotori italiani della Alleanza Israelitica Universale, istituita a Parigi nel 1860. Con quest'ultimo fu nel 1863 ideatore e organizzatore del Congresso Israelitico di Ferrara, durante il quale ricoprì la carica di segretario del comitato centrale.

## Biografia
Esdra Pontremoli nasce a Ivrea nel 1818 dal gran rabbino di Nizza Rav. Eliseo Graziado Pontremoli (nato a Casale Monferrato nel 1778 e morto a Nizza nel 1851) e da Bella Eleonora Olivetti (morta a Nizza nel 1874, nipote del banchiere Laudadio Formiggini), esponente di un'agiata famiglia di banchieri provenienti da Modena. Da parte materna è imparentato con Angelo Fortunato Formiggini e Camillo Olivetti, fondatore dell'azienda omonima produttrice di macchine da scrivere. È fratello di Raffaele Pontremoli, zio di Emmanuel Pontremoli, Roberto Pontremoli e nonno di Aldo Pontremoli, Mario Pontremoli.
Influenzato dalla figura del padre, esponente di un'importante dinastia di rabbini, decide di intraprendere gli studi teologici e di diventare rabbino. Nel 1844 Esdra Pontremoli diventa professore di ebraico, francese, tedesco, inglese nel Collegio Foa di Vercelli. Negli anni seguenti diventò anche professore di lingua francese presso l'istituto tecnico di Vercelli. Nel gennaio del 1853 fonda con il rabbino Cav. Giuseppe Levi (1814-1874), il giornale "L'educatore Israelita", il primo in Italia, che riporta inizialmente come sottotitolo “Giornale per le famiglie israelitiche”. Dal 1859 il sottotitolo cambierà in “Giornale per la storia e lo spirito del giudaismo” che rimarrà sino al luglio 1874.
Durante l'edizione de L'Educatore Israelita, collaborò con le maggiori figure della comunità ebraica italiana tra cui Samuel David Luzzatto, Lelio Della Torre, Lelio Cantoni, Marco Mortara ed Elia Benamozegh.
Nel 1854 insieme ad alcuni professori tra cui Celestino Peroglio fondò l'istituto tecnico di Vercelli, attuale Istituto Tecnico Camillo Cavour, la prima scuola tecnica d'Italia. Fu designato nel primo collegio docenti, uno dei migliori d'Italia, insieme ad Luigi Guala, Vincenzo de Cesati, Celestino Peroglio. Il 3 dicembre 1856 organizzò il primo congresso delle Università Israelite, presso il collegio Foa di Vercelli. Durante questo congresso discusse una serie di regolamentazioni legislative, in seguito dibattute con il ministro Urbano Rattazzi, che delineassero i rapporti tra le Università Israelite e le istituzioni del Regno Sabaudo. Le proposte di tale riunione portarono all'attuazione della Legge Rattazzi del 1857, che rimase in vigore fino al 1930.
Attraverso la rivista "L'Educatore Israelita", insieme a Giuseppe Levi, attuò un'importante propaganda a favore dell'unità d'Italia, facendo dunque schierare la comunità ebraica italiana a favore dei moti risorgimentali italiani. In particolare il 20 giugno 1866 allo scoppio della Terza guerra di indipendenza scrivevano su L'Educatore Israelita:
(Esdra Pontremoli e Giuseppe Levi)
Nel luglio 1860 venne nominato membro del Consiglio Centrale dell'Alleanza Universale Israelitica con sede a Parigi. La prima riunione si tenne a Parigi il 30 maggio 1861. Mantenne la carica sino alla fine del 1872, anno in cui gli succederà il collaboratore Giuseppe Levi.
Nel 1862 e nel 1863 mediante L'Educatore Israelita diffuse la necessità di organizzare un Congresso Israelitico nel quale si dovvessero stabilire i rapporti giuridici tra il neonato stato dell'Italia unita risorgimentale e la comunità ebraica. Assieme a Giuseppe Levi organizzò il Congresso Israelitico di Ferrara, che si tenne il 13 maggio 1863, il primo congresso israelitico in Italia a cui parteciparono la totalità delle comunità ebraiche italiane fuorchè quella di Saluzzo. Durante tale manifestazione rivestì la carica di Segretario della commissione centrale, intervenendo in qualità di deputato delle comunità di Biella e Trino.
Il 2 gennaio 1882 viene insignito, per decisione del Re Umberto I su indicazione del Ministro della Pubblica Istruzione Guido Baccelli, dell'onorificenza di Cavaliere dell'ordine della corona italiana per essere stato tra i fondatori della prima scuola tecnica italiana. 
Il 10 maggio 1882 partecipò al Congresso Israelitico  di Modena, durante il quale si discusse la necessità di costituire il "Collegio Rabbinico Italiano" a Roma in sostituzione di quello già esistente a Padova. In questa occasione venne nominato dall' "Assemblea generale delle comunità ebraiche italiane" quale memebro della Commissione costituita assieme al Barone Giuseppe Treves de Bonfili, Michelangelo Romanin-Jacur, Marco Mortara, Salomone Jona, Samuele Aratri, Vittorio Rignani. La Commissione ebbe il compito di organizzare la raccolta dei fondi necessari per la costituzione, e poi di procedere alla fondazione del "Collegio Rabbinico Italiano" di Roma. Sempre nel 1882 venne rieletto nuovamente al Comitato Centrale dell'Alleanza Universale Israelitica, che aveva appena subito la grave perdita del senatore Jonathan-Raphaël Bischoffsheim, con 3712 voti di preferenza, per la divisione italiana unitamente a Isral Costa e Leone Ferrara. Mantenne la carica sino alla morte avvenuta nel 1888.

## Onorificenze
- Ottiene a seguito della sua attività il titolo di Chakam

## Opere (parziale)
- L'educatore Israelita, editto dai prof. Pontremoli Esdra e Levi Giuseppe.
- Carme ebraico in sesla rima del Rabbino mag. e Cav. G. R. LEVI, in occasione dell'80° inaugurazione del Tempio Israelitico di Vercelli, Tipografia I.Costa&Co, settembre 1878;
- Il falso progresso: capitoli tre, di Samuel David Luzzatto al suo secolo; volgarizzati per la prima volta dall'ebraico dal cav. prof. Esdra Pontremoli con introduzione del traduttore, Padova: tip. Crescini, 1879
- Istituzioni a Padova, Cav.Prof. Esdra Pontremoli, L'Educatore Israelita, 1858
- Sul progetto d'un concilio rabbinico, Cav.Prof. Esdra Pontremoli, L'Educatore Israelita, 1867
- Maestri di religione nei collegi nazionali e gli israeliti, Cav.Prof. Esdra Pontremoli, L'Educatore Israelita, 1860
- L'Alliance Israelite Universelle, Cav.Prof. Esdra Pontremoli, L'Educatore Israelita, 1860
- I figli d'Alessandra; Novella storica, Aristobolo, Cav.Prof. Esdra Pontremoli, L'Educatore Israelita, 1863
- Il tempio e l'Ufficiatura Sacra in Reggio di Modena, Cav.Prof. Esdra Pontremoli, L'Educatore Israelita, 1863
- Lettera a Antonio Stoppani: Osservazioni filologiche sul testo ebraico della Cosmologia Mosaica nei rapporti con la Geologia, Cav.Prof. Esdra Pontremoli, Atti della società italiana di Scienze Naturali, 1864, Milano. [20]

## Discendenza
|                               |                                                  |                                                                                |                                                                                |                                                                         |                                                                         |                                                                                          |                                                                                          |                                                                             |                             |                                                                              |                                                                              |                                                                     |                                                                                       |                                                                             |                                                                             |                                 |                                 |                                                |                                                                            |                                                                            |                                                            |                             |
|                               |                                                  |                                                                                |                                                                                |                                                                         |                                                                         |                                                                                          |                                                                                          |                                                                             |                             |                                                                              |                                                                              |                                                                     | Rav.Eliseo Pontremoli capostipite = sp. Bella Olivetti, nipote di Laudadio Formiggini |                                                                             |                                                                             |                                 |                                 |                                                |                                                                            |                                                                            |                                                            |                             |
|                               |                                                  |                                                                                |                                                                                |                                                                         |                                                                         |                                                                                          |                                                                                          |                                                                             |                             |                                                                              |                                                                              |                                                                     |                                                                                       |                                                                             |                                                                             |                                 |                                 |                                                |                                                                            |                                                                            |                                                            |                             |
|                               |                                                  |                                                                                |                                                                                |                                                                         |                                                                         |                                                                                          |                                                                                          |                                                                             |                             |                                                                              |                                                                              |                                                                     |                                                                                       |                                                                             |                                                                             |                                 |                                 |                                                |                                                                            |                                                                            |                                                            |                             |
|                               |                                                  |                                                                                |                                                                                |                                                                         |                                                                         | Cav.Esdra Pontremoli 1818-1888 sp.Anna Castelfranco, nipote di Vita d'Angelo Sanguinetti | Cav.Esdra Pontremoli 1818-1888 sp.Anna Castelfranco, nipote di Vita d'Angelo Sanguinetti |                                                                             |                             |                                                                              |                                                                              | Gr.Uff.Raffaele Pontremoli 1831-1905 sp.Angelina Levi               | Gr.Uff.Raffaele Pontremoli 1831-1905 sp.Angelina Levi                                 | Moisè David Pontremoli 1828-1896 sp. Henriette Levy                         | Moisè David Pontremoli 1828-1896 sp. Henriette Levy                         |                                 |                                 |                                                |                                                                            | Eleonora Pontremoli 1839-1890 sp.Salvador David Pontremoli                 | Eleonora Pontremoli 1839-1890 sp.Salvador David Pontremoli |                             |
|                               |                                                  |                                                                                |                                                                                |                                                                         |                                                                         |                                                                                          |                                                                                          |                                                                             |                             |                                                                              |                                                                              |                                                                     |                                                                                       |                                                                             |                                                                             |                                 |                                 |                                                |                                                                            |                                                                            |                                                            |                             |
|                               |                                                  |                                                                                |                                                                                |                                                                         |                                                                         |                                                                                          |                                                                                          |                                                                             |                             |                                                                              |                                                                              |                                                                     |                                                                                       |                                                                             |                                                                             |                                 |                                 |                                                |                                                                            |                                                                            |                                                            |                             |
|                               |                                                  | Comm.Pio Pontremoli 1848-1919 sp. Itala Levi Fubini, nipote di David Levi      | Comm.Pio Pontremoli 1848-1919 sp. Itala Levi Fubini, nipote di David Levi      |                                                                         |                                                                         |                                                                                          | Gr.Cr.Enrico Pontremoli 1855-1928 sp.Ada Luzzatti, figlia di Luigi Luzzatti              | Gr.Cr.Enrico Pontremoli 1855-1928 sp.Ada Luzzatti, figlia di Luigi Luzzatti |                             | Cav.Alfredo Pontremoli 1865-1911 sp.Lucia Luzzatti, figlia di Luigi Luzzatti | Cav.Alfredo Pontremoli 1865-1911 sp.Lucia Luzzatti, figlia di Luigi Luzzatti | Ten.Roberto Pontremoli 1894-1916                                    | Ten.Roberto Pontremoli 1894-1916                                                      | Comm.Emmanuel Pontremoli 1865-1956 sp.Suzanne Hecht, figlia di Albert Hecht | Comm.Emmanuel Pontremoli 1865-1956 sp.Suzanne Hecht, figlia di Albert Hecht |                                 |                                 |                                                | Rebecca Pontremoli 1865-1943 sp.Uff.Gaston Moch, figlio del Cav.Jules Moch | Rebecca Pontremoli 1865-1943 sp.Uff.Gaston Moch, figlio del Cav.Jules Moch | Albert Pontremoli 1862-1923                                | Albert Pontremoli 1862-1923 |
|                               |                                                  |                                                                                |                                                                                |                                                                         |                                                                         |                                                                                          |                                                                                          |                                                                             |                             |                                                                              |                                                                              |                                                                     |                                                                                       |                                                                             |                                                                             |                                 |                                 |                                                |                                                                            |                                                                            |                                                            |                             |
|                               |                                                  |                                                                                |                                                                                |                                                                         |                                                                         |                                                                                          |                                                                                          |                                                                             |                             |                                                                              |                                                                              |                                                                     |                                                                                       |                                                                             |                                                                             |                                 |                                 |                                                |                                                                            |                                                                            |                                                            |                             |
| Cav.Alberto Pontremoli 1889-? | Cav.Alberto Pontremoli 1889-?                    | Gr.Uff.Mario Pontremoli 1896-1978 sp.Maria Spangher, nipote di Johann Spangher | Gr.Uff.Mario Pontremoli 1896-1978 sp.Maria Spangher, nipote di Johann Spangher | Cav.Bruno Pontremoli 1892-1968 sp.Lea Jarach, figlia di Federico Jarach | Cav.Bruno Pontremoli 1892-1968 sp.Lea Jarach, figlia di Federico Jarach | Comm.Pio Umberto Pontremoli 1897-1974 sp.Norah Modigliani, figlia di Ettore Modigliani   | Comm.Pio Umberto Pontremoli 1897-1974 sp.Norah Modigliani, figlia di Ettore Modigliani   | Amelia Pontremoli 1896-1944                                                 | Amelia Pontremoli 1896-1944 | Prof.Cav.Aldo Pontremoli 1896-1928                                           | Prof.Cav.Aldo Pontremoli 1896-1928                                           | Therese Pontremoli 1900-1989 sp.Jean Trenel, nipote di Isaac Trenel | Therese Pontremoli 1900-1989 sp.Jean Trenel, nipote di Isaac Trenel                   | Uff.Jean Pontremoli 1902-1940                                               | Uff.Jean Pontremoli 1902-1940                                               | Cav.Michel Pontremoli 1908-1944 | Cav.Michel Pontremoli 1908-1944 | Uff.On.Jules Moch 1893-1985 sp.Germaine Bikert | Uff.On.Jules Moch 1893-1985 sp.Germaine Bikert                             | Francois Moch 1900-1986 sp.Suzanne Cahen                                   | Francois Moch 1900-1986 sp.Suzanne Cahen                   |                             |
|                               |                                                  |                                                                                |                                                                                |                                                                         |                                                                         |                                                                                          |                                                                                          |                                                                             |                             |                                                                              |                                                                              |                                                                     |                                                                                       |                                                                             |                                                                             |                                 |                                 |                                                |                                                                            |                                                                            |                                                            |                             |
|                               |                                                  |                                                                                |                                                                                |                                                                         |                                                                         |                                                                                          |                                                                                          |                                                                             |                             |                                                                              |                                                                              |                                                                     |                                                                                       |                                                                             |                                                                             |                                 |                                 |                                                |                                                                            |                                                                            |                                                            |                             |
|                               | Cav.Roberto Pontremoli 1937 sp.Arch.Laura Sagona | Cav.Roberto Pontremoli 1937 sp.Arch.Laura Sagona                               | Anna Pontremoli 1926-2019 sp.Paolo Tilche, fratello di Guido Tilche            | Anna Pontremoli 1926-2019 sp.Paolo Tilche, fratello di Guido Tilche     |                                                                         |                                                                                          |                                                                                          |                                                                             |                             |                                                                              |                                                                              |                                                                     |                                                                                       |                                                                             |                                                                             |                                 |                                 | Cav.Renè Moch 1917-1944                        | Cav.Renè Moch 1917-1944                                                    | Gilbert Moch 1928-?                                                        | Gilbert Moch 1928-?                                        |                             |